# 6498 Коу
6498 Коу (6498 Ko) — астероїд головного поясу, відкритий 26 жовтня 1992 року.
Тіссеранів параметр щодо Юпітера — 3,574.